# Lucasianus levaillantii
Lucasianus levaillantii is een keversoort uit de familie van de boktorren (Cerambycidae). De wetenschappelijke naam van de soort werd in 1847 als Cerambyx levaillantii gepubliceerd door Pierre Hippolyte Lucas. Het type-exemplaar werd verzameld in de omgeving van Oran in Algerije. De soort werd in 1891 door Maurice Pic in het geslacht Lucasianus geplaatst.